# Dario Dentale
Dario Dentale, född den 26 oktober 1982 i Castellammare di Stabia i Italien, är en italiensk roddare. Dentale tog OS-brons i fyra utan styrman i samband med de olympiska roddtävlingarna 2004 i Aten.